# Can Noguera (la Garriga)
Can Noguera és un antic mas avui dia al nord-oest del nucli de la Garriga (al Vallès Oriental) inclòs en l'Inventari del Patrimoni Arquitectònic de Catalunya. És un conjunt d'edificacions de diferents èpoques sense cap criteri unitari. Al costat del cos principal hi ha una torre de defensa amb coberta piramidal, molt semblant a la de les torres de Blancafort del Molí i de La Doma. A l'edifici principal, de pedra, hi ha un portal, també de pedra, d'arc de mig punt adovellat. Al damunt mateix del portal hi ha una interessant finestra conopial.